# Slaget vid Gemauerthof
Slaget vid Gemauerthof var ett fältslag under det stora nordiska kriget som skedde den 16 juli 1705 (SS), där en svensk armé under generalmajor Adam Ludwig Lewenhaupt besegrade en rysk armé under fältmarskalk Boris Sjeremetiev utanför Gemauerthof (let. Mūrmuiža) i nuvarande Lettland.

## Bakgrund
Kriget hade under 1704 och första halvan av 1705 gått dåligt för Sverige på den Baltiska fronten, där ryska arméer erövrade fästningar och städer. Den svenska huvudarmén i Baltikum kommenderades av generalmajor Adam Ludwig Lewenhaupt, och räknade i början av juli 1705 omkring 7 000 man. Den ryska huvudarmén, vars precisa storlek är okänd, kommenderades av fältmarskalk Boris Sjeremetjev.  
I början av juli hade Lewenhaupt samlat sina trupper i Zagarin. Den 12 juli marscherade den svenska hären från Zagarin till Gemauerthof, den 13 juli inkom bud om att den ryska armén intagit Mitau. Svenskt kavalleri anlände den 14 juli till Mitau och kunde där konstatera att ryssarna dragit sig tillbaka, men att en massaker ägt rum och att fångar tagits. Enligt vad Lewenhaupt visste befann sig Sjeremetjev fyra mil bort vid Mesoten, med omkring 20 000 man. Den ryska arméns verkliga styrka är dock omdiskuterad. 
Lewenhaupt, som personligen uppskattade den ryska härens storlek till omkring 10 000–12 000 man, en tämligen korrekt siffra, beslöt att hålla krigsråd, vari beslöts att den svenska armén skulle bli vid Gemauerthof i avvaktan på klarare information om skeendena. Sjeremetjev bedömde situationen såsom fördelaktig och beslöt möta Lewenhaupt i strid, delvis med hänsyn till att inget vidare skulle kunna uträttas under rådande krigssäsong om man inte konfronterande den svenska armén. Den ryska hären bröt upp tidigt den 16 juli.

## Slaget
Omkring klockan tio på morgonen förvarnade de svenska förposterna om att ryska förtrupper hade iakttagits. Den ryska armén ankom norrifrån via Mitauvägen, istället för, som Lewenhaupt räknat med, österifrån via Bauskevägen. En mindre svensk rekognoseringsstyrka sändes norrut emedan slagordningen för den svenska armén utfärdades.
Vid tvåtiden hade ännu inget avgörande skett, men fler rapporter norrifrån om rysk aktivitet föranledde att Lewenhaupt lät sin armé enligt slagordningen. Ungefär samtidigt hade den tidigare utsända rekognoseringsstyrkan hamnat i strid med ryska förtrupper, varför Lewenhaupt drog tillbaka sina förtrupper. 
Den svenska hären stod uppställd i en fördelaktig position med en sumpmark skyddandes den högra flanken och vattendraget Schwedt den vänstra, vilket förhindrade den ryska armén från att utnyttja sitt numerära överläge och forma en linje längre än den svenska. 
Den ryska hären omorganiserade sig efter förhållandena, vilket drog ut på tiden, och framåt femtiden hade ännu inget avgörande skett. Härpå utsändes en kontingent svenskt kavalleri för att undersöka huruvida ryssarna ämnade strida eller inte. Dessa ryttare avancerade dock längre än vad som var tanken, och hamnade i strid med den ryska hären. Denna sammandrabbning var dock ett tecken på att Sjeremetjev menade strid, varför Lewenhaupt gav order om framryckning, i syfte att anfalla den ryska armén innan den helt kommit i slagordning. Klockan kvart i sex öppnade det svenska artilleriet eld för att besvara den ryska eldgivningen och slaglinjen avancerade.
Den svenska högra flygeln rönte stora framgångar och drev den ryska vänstra flygeln tillbaka över det vattendrag framför vilket den ställt upp, men den svenska vänstra flygeln mötte stora motgångar och anfölls i flanken av ryskt kavalleri. Striden på den svenska vänstra flanken blev snart oordnad och blodig, och stridens kaosartade natur innebar att ingendera befälhavaren hade någon egentlig kontroll över händelseförloppet. Till slut flydde det svenska kavalleriet på den vänstra flanken, och förföljdes av ryskt kavalleri, vilket även tog tillfället i akt att plundra den svenska trossen. 
Till slut separerades den svenska vänstra flanken helt från den högra, varpå Lewenhaupt ingrep vid den vänstra flygeln och försökte föra den samman med den högra. Den svenska högra flygeln beordrades att inte förfölja den ryska hären över strömmen. Försöket att förena flankerna lyckades, men då svenskt kavalleri vilket begett sig över strömmen då det förföljde ryska trupper omringades av ryskt kavalleri anföll den vänstra flygeln på eget bevåg över strömmen. Lewenhaupt beordrade då att man skulle bilda linje mot strömmen och även den högra flanken korsade vattendraget. Efter ett samlat svenskt angrepp över strömmen började den ryska hären ge vika och snart var slaget över.

## Efter slaget
Lewenhaupt beslöt att inte förfölja den ryska armén med hänsyn till risken för ett ryskt motanfall. Den svenska härens ammunition var slut, mörkret föll och soldaterna hade inte ätit på länge. Efter slaget massakrerade den ryska hären de fångar som tidigare tagits vid Mitau.
Omkring 800–900 svenskar dödades och runt 1 000 sårades. De ryska förlusterna är svårare att beräkna, men omkring 2 000 tros ha dödats och ungefär lika många sårats. Bland de sårade på den ryska sidan fanns Sjeremetjev, vilken dock redan i augusti med en stor armé gick in i Kurland. Vid det laget var Lewenhaupts armé inte längre i stridsdugligt skick, varför han drog sig tillbaka mot Riga, varpå Sjeremetjev intog Bauske och Mitau.

## Deltagande svenska regementen
Infanteri
- Hälsinge regemente - 900 man
- Upplands tremänningsregemente - 600 man
- Smålands tremänningsregemente - 400 man
- Närke-Värmlands tremänningsregemente - 200 man
- Avdelningar från Rigas garnison - 1 000 man

Kavalleri
- Livländska Adelsfanan - 200 man
- Estländska Adelsfanan - ?
- Åbo och Björneborgs läns kavalleriregemente - 600 man
- Nylands och Tavastehus läns kavalleriregemente - 200 man
- Viborgs läns kavalleriregemente - 700 man
- Upplands ståndsdragonregemente - 800 man
- Schreiterfeldts dragonregemente - 700 man
- Skogs dragonregemente - 370 man
- Karelska dragonregementet - ?
- Norra skånska kavalleriregementet & Svenska Adelsfanan - 150 man
- Kaulbars Öselska dragonskvadron - 200 man
- Vallackregementet - 300 man

Artilleri
- Artilleriregementet - 17 kanoner[2]